# 区庆嘉
区庆嘉（1936年—2017年9月17日），男，广东东莞人，中国肝胆外科和肝癌专家，曾任中山医科大学主任医师、教授、博士生导师。